# 美心大酒樓
美心大酒樓(Maxim's Chinese Restaurant)（1980年至2014年1月），曾為美心食品有限公司粵菜酒家品牌，首家於置富南區廣場開業，其後開設副線品牌包括映月樓、美心閣及美心金閣，提供粵式早午市點心、午晚市小菜及婚宴筵席。現時以美心大酒樓名字開業的酒樓已全線結業，只保留原副線品牌映月樓1間分店，其餘多間分店改為美心皇宮，以迎合婚宴市場。

## 分店
- 映月樓
  - 尖沙咀香港文化中心（可筵開50席）
    - 1989年開業，2005年裝修後復業，2010年10月再度裝修後復業，2017年10月改名翠韻軒。2022年12月再改名為映月樓。

## 已結業分店
- 美心大酒樓
  - 香港
    - 鴨脷洲 海怡廣場
      - 2000年下半年結業。

    - 銅鑼灣 興利中心
      - 1997年由潮江春改成，2006年9月受重建影響結業。

    - 銅鑼灣 香港大廈
      - 前身為紅寶石酒樓，1990年代開業，2000年結業，改為銅鑼灣地帶。

    - 銅鑼灣 希慎道壹號
      - 1990年代由翠園改成，2003年8月改回翠園。

    - 北角 城市花園
      - 2002年結業。

    - 柴灣 杏花新城
      - 2005年2月結業。

    - 薄扶林 置富花園 置富南區廣場
      - 1980年開業，為首間開業的「美心大酒樓」，2011年3月1日因租務問題結業。

    - 小西灣 藍灣廣場
      - 2001年開業，2013年4月結業。

  - 九龍
    - 藍田 啟田商場
      - 1999年開業，2013年3月10日結業。

    - 九龍灣 德福廣場
      - 2007年搬遷並改為美心皇宮。

    - 藍田 麗港城商場
      - 1992年開業，2001年結業。

    - 九龍灣 淘大商場
      - 1999年由潮江春改成，2001年結業。

    - 紅磡 黃埔花園
      - 可筵開40席，2014年1月結業。

  - 新界
    - 馬鞍山 馬鞍山中心
      - 2005年改為美心皇宮，並間出部份位置改為京川滬湘菜映山紅。

    - 葵芳 新都會廣場
      - 1990年代中取代新都閣酒樓，2005年中翻新為美心皇宮。

    - 荃灣 綠楊坊
      - 2007年3月結業，2008年2月搬遷至潮江春位置並改為美心皇宮。

    - 青衣 長發商場
      - 2001年結業。

    - 屯門 屯門市廣場
      - 2007年1月結業，遷往屯門大會堂並改為美心皇宮。

    - 大埔 太和商場
      - 2008年3月結業，2009年4月改為美心皇宮。

    - 上水 上水廣場
      - 2007年5月結業。

    - 將軍澳 新都城中心（可筵開80席）
      - 2000年開業，2012年4月15日結業。

    - 天水圍 天耀商場（可筵開63席）
      - 1991年開業，2008年5月翻新，2013年5月結業。

- 美心閣
  - 九龍城 啟德機場
    - 1998年遷往赤鱲角香港國際機場。

  - 赤鱲角 香港國際機場
    - 2012年11月結業，2013年6月改為美心‧翠園。

- 美心金閣
  - 藍田 啟田商場
    - 2005年改為八喜，2014年5月結業。

  - 屯門 卓爾廣場
    - 2006年8月結業。

  - 天水圍 頌富商場
    - 2000年開業，2012年3月12日結業。